# Prophetstown
Prophetstown ist eine Stadt (mit dem Status „City“) im Whiteside County im Nordwesten des US-amerikanischen Bundesstaates Illinois. Das U.S. Census Bureau hat bei der Volkszählung 2020 eine Einwohnerzahl von 1.946 ermittelt.

## Geografie
Prophetstown liegt auf 41°40′17″ nördlicher Breite und 89°56′10″ westlicher Länge und erstreckt sich über 4 km². Die Stadt bildet das Zentrum der Prophetstown Township. 
Prophetstown liegt am Rock River; der Mississippi, der die Grenze zu Iowa bildet, befindet sich rund 40 km westlich.
Benachbarte Orte sind Lyndon (6 km nördlich), Tampico (17,8 km südöstlich), Hooppole (17,4 km südlich) sowie Erie (15,5 km westlich).
Die nächstgelegenen größeren Städte sind Dubuque (134 km nordwestlich), Rockford (116 km nordöstlich), Peoria (129 km südsüdöstlich) sowie die Quad Cities (73,2 km westsüdwestlich).

## Verkehr
Durch Prophetstown verläuft in Nord-Süd-Richtung die Illinois State Route 78, die nördlich der Stadt den Rock River überquert. Alle anderen Straßen sind weiter untergeordnete oder innerstädtische Verbindungsstraßen.
Der nächstgelegene größere Flughafen ist der 74 km südwestlich der Stadt gelegene Quad City International Airport.

## Demografische Daten
Nach der Volkszählung im Jahr 2010 lebten in Prophetstown 2080 Menschen in 831 Haushalten. Die Bevölkerungsdichte betrug 520 Einwohner pro Quadratkilometer. In den 831 Haushalten lebten statistisch je 2,31 Personen. 
Ethnisch betrachtet setzte sich die Bevölkerung zusammen aus 97,7 Prozent Weißen, 0,7 Prozent Afroamerikanern, 0,2 Prozent amerikanischen Ureinwohnern, 0,4 Prozent Asiaten sowie 0,4 Prozent aus anderen ethnischen Gruppen; 0,7 Prozent stammten von zwei oder mehr Ethnien ab. Unabhängig von der ethnischen Zugehörigkeit waren 2,3 Prozent der Bevölkerung spanischer oder lateinamerikanischer Abstammung. 
22,7 Prozent der Bevölkerung waren unter 18 Jahre alt, 54,7 Prozent waren zwischen 18 und 64 und 22,6 Prozent waren 65 Jahre oder älter. 51,0 Prozent der Bevölkerung war weiblich.
Das mittlere jährliche Einkommen eines Haushalts lag bei 43.796 USD. Das Pro-Kopf-Einkommen betrug 21.189 USD. 12,9 Prozent der Einwohner lebten unterhalb der Armutsgrenze.

## Außergewöhnliche Ereignisse
Um 02:30 brach am 15. Juli 2013 in der Washington Street ein Feuer aus, das sich zu einem Großbrand entwickelte und durch das eine ganze Häuserzeile mit sechs Wohn- und Geschäftshäusern komplett zerstört wurde, zwei weitere Häuser wurden schwer beschädigt. Ursache war Brandstiftung, weswegen zwei Jugendliche 16 und 12 Jahre alt als Verdächtige festgenommen wurden. Das Ereignis fand großes mediales Echo, insbesondere die unterdimensionierte Wasserversorgung des Ortes nicht ausreichte und die Feuerwehr deswegen die größten Schwierigkeiten hatte. Das Wasser musste – teilweise mit privaten Tankfahrzeugen – aus dem Fluss und aus Teichen herangeschafft werden.